# Kommunalwahlen in Mecklenburg-Vorpommern 2014
Die Kommunalwahlen 2014 in Mecklenburg-Vorpommern fanden am 25. Mai 2014 statt. Abgestimmt wurde über die Besetzung der Gemeinderäte und der Kreistage der sechs Landkreise. In den Gemeinden, die ehrenamtlich verwaltet werden, wurden zudem die Bürgermeister neu gewählt. Die Kreistage waren erst 2011 gewählt worden, wegen der Kreisgebietsreform war jedoch bereits damals die Neuwahl für 2014 festgelegt worden. Die Wahlen fanden parallel zur Europawahl statt. Am selben Tag fanden Kommunalwahlen in neun weiteren Bundesländern statt.
Die folgenden Kommunalwahlen in Mecklenburg-Vorpommern fanden am 26. Mai 2019 statt.

## Wahlverfahren
Die rechtlichen Grundlagen für die Vorbereitung und Durchführung der Wahl sind insbesondere durch die Verfassung des Landes Mecklenburg-Vorpommern sowie das Landes- und Kommunalwahlgesetz (LKWG) geregelt.
Bei der Kommunalwahl hat jeder, der das 16. Lebensjahr vollendet hat, das passive Wahlrecht. Auch sind auf kommunaler Ebene ausländische Bürger aus der EU wahlberechtigt.
Jeder Wähler hat bei der Kreistagswahl drei Stimmen, die er beliebig über die Kandidatenlisten der Parteien und Wählergemeinschaften oder die Einzelbewerber verteilen kann. Die Stimmen können dabei für drei verschiedene Kandidaten einer oder mehrerer Parteien abgegeben (panaschieren), aber auch alle für einen einzigen Kandidaten (kumulieren) gegeben werden.
Eine weitere Besonderheit gegenüber den Bestimmungen bei der Landtagswahl ist, dass neben Parteien und Einzelbewerbern auch Wählergemeinschaften antreten dürfen. Im Gegensatz zur Landtagswahl gibt es bei der Kreistagswahl keine Fünf-Prozent-Hürde.

## Wahlen zu den Kreistagen
Je nach ihrer Bevölkerungsstärke und Fläche sind die Kreistage der neuen Großkreise mit einer unterschiedlichen Anzahl an Sitzen ausgestattet. Die Landkreise Mecklenburgische Seenplatte und Ludwigslust-Parchim werden über je 77 Sitze, die Landkreise Rostock, Vorpommern-Rügen und Vorpommern-Greifswald über je 69 Sitze und der Landkreis Nordwestmecklenburg über 61 Sitze verfügen.
Die Landkreise werden in mehrere Wahlbereiche aufgeteilt, in denen die Parteien oder Wählergemeinschaften mit unterschiedlichen Wahlvorschlägen, also mit jeweils anderen Kandidaten, antraten. Angesichts der enormen Größe der Landkreise sollte dies eine ausgewogene lokale Verteilung der Mandate gewährleisten. Allerdings stellten die Parteien und Wählergemeinschaften bekannte Persönlichkeiten zumeist in allen Wahlbereichen auf.

## Kandidaten, Wahlkampf und Umfragen
Die Parteien mussten ihre Kandidaten bis zum 13. März benennen. Teilweise gab es Probleme, genügend Kandidaten aufzustellen. Nach der Kreisgebietsreform 2011 stellen besonders die großen Entfernungen innerhalb der neu gebildeten Landkreise eine Hürde dar.
Die Linke wurde in Stralsund nicht zur Kommunalwahl zugelassen, da sie Wahlvorschläge einreichte, die nach der Überzeugung der Landes- und der Bundesschiedskommission der Partei nicht rechtmäßig zustande gekommen sein sollen. Nachdem der Kreisvorstand den Beschluss ignorierte, präsentierten einige Parteimitglieder, darunter die bisherige Fraktionsvorsitzende in der Bürgerschaft, eine eigene „Linke offene Liste“. Die Linke war 2009 mit 18,3 Prozent nach der CDU zweitstärkste Fraktion in der Bürgerschaft geworden.
Einige Bürgermeisterkandidaten der NPD wurden von den Kreiswahlausschüssen nicht zur Wahl zugelassen. Die NPD tritt in einigen Städten und Gemeinden wie Ueckermünde, Torgelow oder Strasburg nicht mit eigenen Listen an, sondern einzelne Mitglieder stehen auf den Listen von Wählergemeinschaften („Wir von hier“, „Alternative für Torgelow“ und „Schöneres Strasburg“).
Mehrere Städte weisen vor der Wahl erneut Sperrzonen für Wahlplakate aus. Betroffen sind unter anderem Teile der Altstädte oder Hauptverkehrsstraßen in Schwerin, Neubrandenburg und möglicherweise wieder Rostock.
Einer Umfrage von Infratest zufolge gaben 67 Prozent der Befragten an, dass für sie die Kommunalpolitik vor Ort wahlentscheidend sei. Die Landes- oder die Bundespolitik spielte dagegen nur für 29 Prozent die entscheidende Rolle. Auch eine langfristige Parteibindung ist demnach nur für 10 Prozent der Befragten ausschlaggebend für die Wahlentscheidung, 59 Prozent gaben dagegen an, die angebotenen Lösungsvorschläge bestimmten ihre Wahlentscheidung, für 26 Prozent waren vor allem die Kandidaten ausschlaggebend. 68 Prozent sagten, sie hätten ein starkes oder sehr starkes Interesse an den Kommunalwahlen.
Die größte Kommunalkompetenz wurde von jeweils 25 Prozent der SPD und der CDU zugeschrieben, die Linke erreichte einen Wert von neun Prozent, Wählergruppen lagen bei acht Prozent, die Grünen bei zwei und andere Parteien bei sechs Prozent.

## Ergebnis
640.682 der 1.377.312 Wahlberechtigten nahmen an der Kommunalwahl teil, damit lag die Wahlbeteiligung bei 46,5 Prozent. Diese schwankte erheblich und war in den Landkreisen teilweise deutlich höher als in den kreisfreien Städten. Die höchste Wahlbeteiligung verzeichnete der Landkreis Ludwigslust-Parchim (51,0 Prozent), am geringsten war sie in der Hansestadt Rostock (40,4 Prozent).
97,2 Prozent der abgegebenen Stimmen waren gültig, 51.565 ungültig (2,8 Prozent). Dieser Wert schwankte zwischen 1,7 Prozent in Rostock und Schwerin und 3,3 Prozent im Landkreis Vorpommern-Rügen.
Aus den Kommunalwahlen ging die CDU als klarer Sieger hervor und ist nach leichten Zugewinnen mit einem Stimmenanteil von 33,0 Prozent weiterhin die mit Abstand stärkste Partei in den Kreistagen
und Gemeindevertretungen. Zweitstärkste Kraft wurde erneut Die Linke (19,7 Prozent) vor der SPD (18,9
Prozent), wobei beide Parteien Verluste hinnehmen mussten.
| Partei    | Kreistage/ Gemeindevertretungen der kreisfreien Städte | Sitze |
| --------- | ------------------------------------------------------ | ----- |
| CDU       | 8                                                      | 170   |
| Die Linke | 8                                                      | 103   |
| SPD       | 8                                                      | 100   |
| Grüne     | 8                                                      | 31    |
| AfD       | 8                                                      | 22    |
| FDP       | 8                                                      | 18    |
| NPD       | 7                                                      | 17    |
| Sonstige  | 8                                                      | 59    |

Die CDU erzielte in sieben der acht Wahlgebiete den höchsten Stimmenanteil, Die Linke wurde mit 26,4 Prozent
in der Hansestadt Rostock Wahlsieger. In den drei Landkreisen Mecklenburgische Seenplatte, Rostock, Nordwestmecklenburg und Ludwigslust-Parchim verlor die SPD ihre Position als stärkste Partei. In Schwerin löste die CDU Die Linke als stärkste Partei ab.
Bündnis 90/Die Grünen sind ebenso wie die AfD und die FDP in allen Kreistagen und Gemeindevertretungen der
kreisfreien Städte vertreten. Die NPD schaffte in allen sieben Wahlgebieten, in denen sie antrat, den Sprung ins Parlament. In Schwerin stand die Partei nicht zur Wahl. In sieben von acht Kreistagen bzw. Gemeindevertretungen der kreisfreien Städte haben die sonstigen Parteien und Wählergruppen Sitze errungen. Im Landkreis Rostock und im Landkreis Mecklenburgische Seenplatte gelang jeweils einem Einzelbewerber der Einzug in den Kreistag.
| Partei / Wählergruppe                      | Wahlgebiet            | Stimmenanteil in % |
| ------------------------------------------ | --------------------- | ------------------ |
| Allianz Bauern und ländlicher Raum         | Ludwigslust-Parchim   | 5,9                |
| Bauernverband und ländlicher Raum          | Vorpommern-Rügen      | 3,6                |
| Bürger für Stralsund                       | Vorpommern-Rügen      | 3,6                |
| Freie Wähler Landkreis Rostock             | Landkreis Rostock     | 4,9                |
| Kompetenz für Vorpommern                   | Vorpommern-Greifswald | 9,8                |
| Ländlicher Raum, Umwelt und Landwirtschaft | Nordwestmecklenburg   | 6,1                |
| Unabhängige Bürger FÜR Rostock             | Rostock               | 8,1                |
| Rostocker Bund/Freie Wähler                | Rostock               | 4,6                |
| Unabhängige Bürger                         | Schwerin              | 11,2               |